# Дуальде, Эдуардо (политик)
Эдуа́рдо Альбе́рто Дуа́льде Мальдона́до (исп. Eduardo Alberto Duhalde Maldonado; род. 5 октября 1941, Ломас-де-Самора, провинция Буэнос-Айрес) — президент Аргентины в 2002—2003 годах. Правление Дуальде ознаменовало выход Аргентины из экономического кризиса. По профессии адвокат. Перонист. С 1973 года глава пригорода столицы. В 1987—1989 годах депутат и вице-спикер. В 1989—1991 годах — вице-президент Аргентины при Карлосе Менеме. С 1991 по 1999 год губернатор провинции Буэнос-Айрес. В 1999 году занял второе место на выборах президента. В январе 2002 года был избран парламентом временным президентом после отставки Фернандо де ла Руа, Адольфо Родригеса Саа и двух и. о. президента.
Предложил Марадоне пост в правительстве. В 2009 году высказал желание вновь участвовать в выборах в качестве кандидата в президенты.

## Экономическая политика
К числу мер его временного правительства относятся стремление к умиротворению страны с помощью таких инструментов, как аргентинский Диалог, различные экономические меры, направленные на возрождение аргентинской экономики, пережившей многолетний спад: девальвация валюты, которая положила конец закону о конвертируемости; принудительное сокращение банковских вкладов в иностранной валюте, и ряд социальных мер, направленных на смягчение последствий рецессии экономики, которые привели к увеличению бедности.